# アマゾン・ロボティクス・チャレンジ
アマゾン・ロボティクス・チャレンジは、学生や研究者のチームが物流の自動化のためのロボットを製作して競う競技。

## 概要
現在、物流の自動化において商品の仕分けは人力に頼らざるを得ず、自動化を進める上で大きな課題となっている。それを解決するために開催される。
数人がチームを作り、共同で自律型ロボットを製作する。高専ロボコン、大学ロボコン、ABUロボコン等他のロボット競技とは異なり、研究者等社会人のチームも含まれ、競技内容が物流の自動化に焦点が当てられているのが特徴。
ルールは箱の中の物を識別して別の箱に移すという内容で年々、ルールが改正され、難易度が上がりつつある。自律型のロボットで品物を識別して取り出すためには高度な画像認識が必要とされる。2017年の第3回は7月27日から30日にかけて世界10の国・地域から16チームが参加して愛知県名古屋市で開催された。

## 歴史
2015年、2016年は「アマゾン・ピッキング・チャレンジ」としてそれぞれアメリカ、ドイツで開催された。2017年からは現在の名称で開催される。